# Lubang Dukuh
Lubang Dukuh is een bestuurslaag in het regentschap Purworejo van de provincie Midden-Java, Indonesië. Lubang Dukuh telt 319 inwoners (volkstelling 2010).